# Woodland Hills (Nebraska)
Woodland Hills es un lugar designado por el censo ubicado en el condado de Otoe en el estado estadounidense de Nebraska. En el Censo de 2010 tenía una población de 215 habitantes y una densidad poblacional de 226,81 personas por km².

## Geografía
Woodland Hills se encuentra ubicado en las coordenadas 40°45′4″N 96°25′15″O / 40.75111, -96.42083. Según la Oficina del Censo de los Estados Unidos, Woodland Hills tiene una superficie total de 0.95 km², de la cual 0.93 km² corresponden a tierra firme y (2.19%) 0.02 km² es agua.

## Demografía
Según el censo de 2010, había 215 personas residiendo en Woodland Hills. La densidad de población era de 226,81 hab./km². De los 215 habitantes, Woodland Hills estaba compuesto por el 100% blancos, el 0% eran afroamericanos, el 0% eran amerindios, el 0% eran asiáticos, el 0% eran isleños del Pacífico, el 0% eran de otras razas y el 0% pertenecían a dos o más razas. Del total de la población el 0% eran hispanos o latinos de cualquier raza.